# Бюргерова болест
Бюргеровата болест е заболяване, при което се изменят стените на кръвоносните съдове, предимно на долните крайници. Нарушава се нормалното им кръвоснабдяване. В някои случаи се стига дори до ампутация на засегнатия крайник. Една от основните причина за развитието на тази болест е никотинът. Заболяването засяга предимно млади мъже от 20 до 40 години, но може да се срещне и в по-напреднала възраст.

## Симптоми
Първите симптоми са чувство на студ и лесна умора. По-късно се появяват болки в подбедрената мускулатура и куцане при движение.